# Cuore illuminato
Cuore illuminato (Corazón iluminado) è un film del 1998 diretto da Héctor Babenco.
È stato presentato in concorso al 51º Festival di Cannes.